# Buda-Polidarivska, Ivankiv
Buda-Polidarivska (în ucraineană Буда-Полідарівська) este un sat în comuna Sîdorovîci din raionul Ivankiv, regiunea Kiev, Ucraina.

## Demografie
Componența lingvistică a localității Buda-Polidarivska
     Ucraineană (100%)
Conform recensământului din 2001, toată populația localității Buda-Polidarivska era vorbitoare de ucraineană (100%).